# Przełaz (Pomorzańskie Skałki)

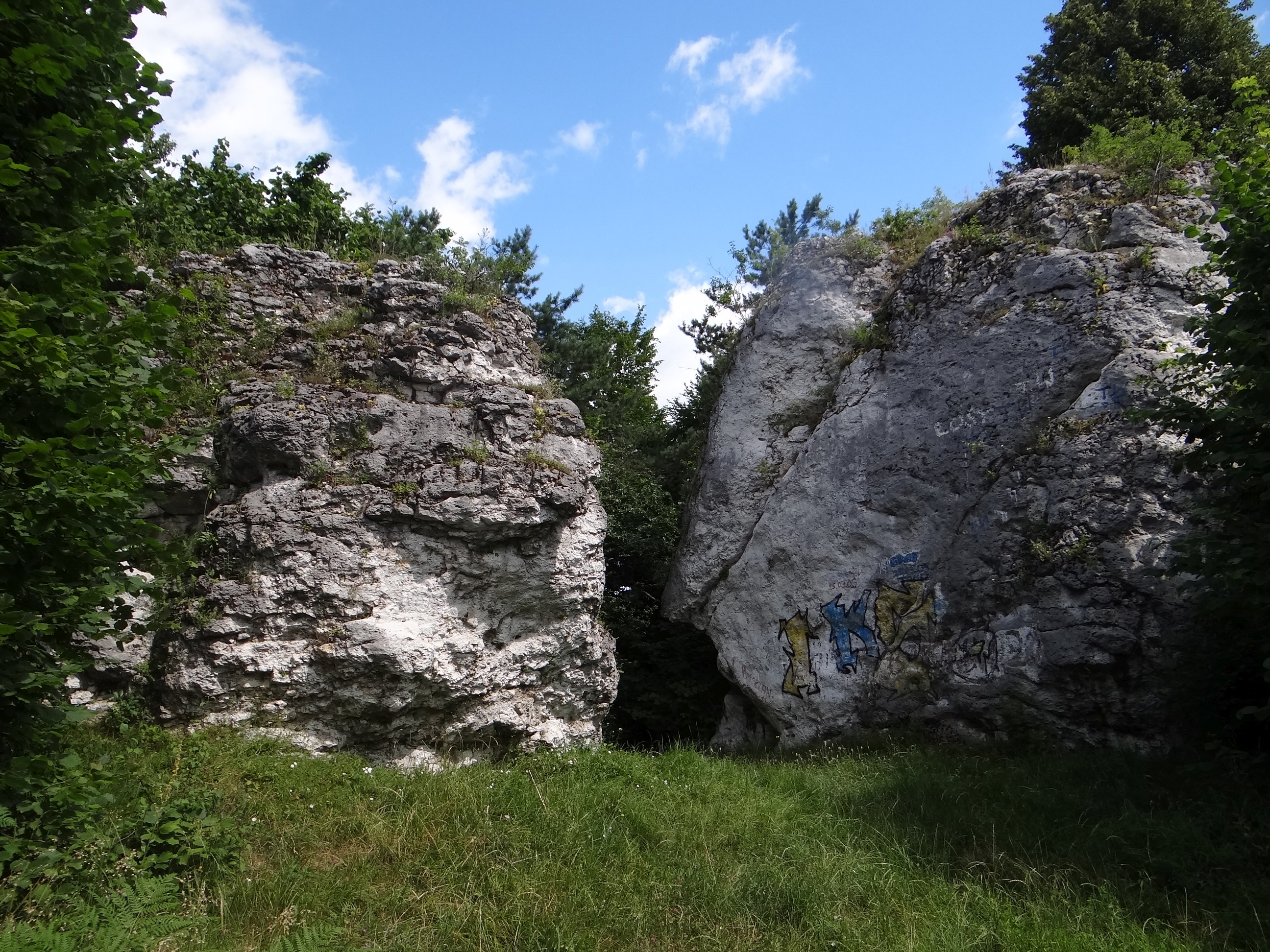

Przełaz – skała w grupie Pomorskich Skał (zwanych też Pomorzańskimi Skałkami) po północno-zachodniej stronie Olkusza w województwie małopolskim, w powiecie olkuskim. Skały znajdują się po wschodniej stronie ulicy Długiej w należącym do Olkusza osiedlu Pomorzany. Pod względem geograficznym jest to Płaskowyż Ojcowski na Wyżynie Olkuskiej. 
Przełaz znajduje się w lesie na szczycie wzniesienia, obok drugiej bezimiennej skały. Pomiędzy nimi jest wąskie przejście (przełaz). Przełaz to zbudowany z twardych wapieni skalistych ostaniec o wysokości do 6 m, ścianach połogich, pionowych lub przewieszonych. Uprawiana jest na nim wspinaczka skalna o charakterze boulderingowym. Są 4 drogi wspinaczkowe o trudności od IV do VI.+ w skali krakowskiej. Drogi nr 2 i 4 mają zamontowane stałe punkty asekuracyjne: 1–2 ringi (r) i ringi zjazdowe (rz).

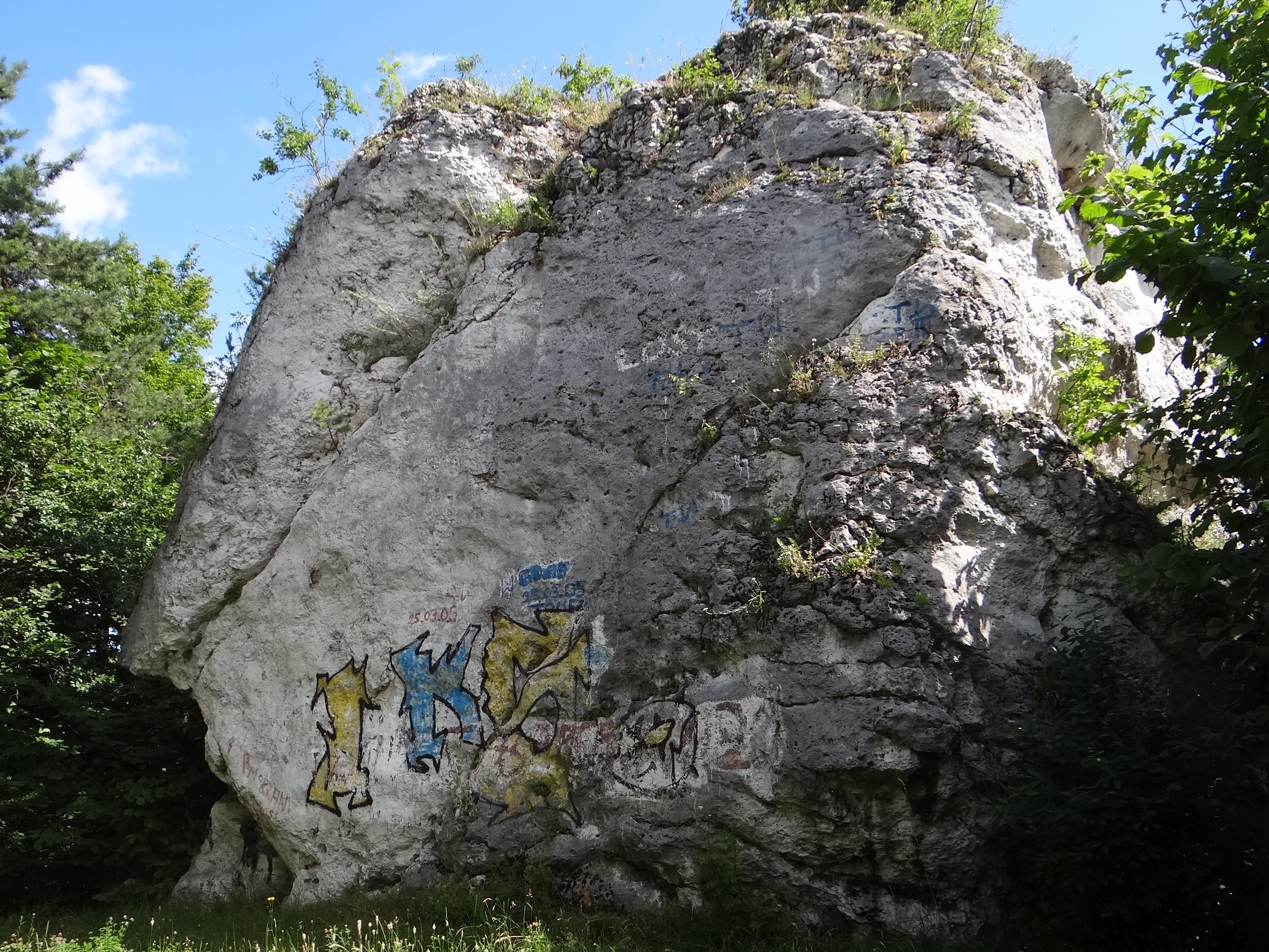

1. Rysa w Przełazie; VI.1,
2. Przełazik; VI+, 1r +rz
3. Wejściowa; IV,
4. Szósteczka; VI, 2r +rz[4].